# Pałac Augarten
Pałac Augarten (niem: Palais Augarten) – barokowy pałac w dzielnicy Leopoldstadt, w Wiedniu, stolicy Austrii. Zbudowany został pod koniec XVII wieku przez Johanna Bernharda Fischera von Erlach na miejscu zamku myśliwskiego i ogrodów. Pałac i ogrody zostały rozbudowane w XIX wieku pod panowaniem cesarza Franciszka Józefa I. Pomimo rozległych zniszczeń podczas II wojny światowej, pałac zachował prawie swój pierwotny wygląd, a wiele oryginalnych mebli wciąż można tam odnaleźć. Dziś Pałac Augarten jest domem i salą prób dla Wiedeńskiego Chóru Chłopięcego, który ma tam również własną szkołę. Pałac znajduje się w parku Augarten o powierzchni 130 akrów, który jest najstarszym barokowym ogrodem w Wiedniu. 